# Варвара (певица)
Варва́ра (настоящее имя Алёна Владимировна Сусова, в девичестве — Тутанова; род. 30 июля 1973, Балашиха, Московская область) — российская эстрадная певица и Заслуженная артистка России (2010).
Музыкальный стиль певицы —  альтернативный этно-поп с элементами классической музыки. Является участницей и лауреатом фестиваля «Песня года» и премии «Звуковая дорожка». За альбом «Ближе» получила «Серебряный диск». В 2004 году с песней «Грёзы» приняла участие в конкурсе песни OGAE, проводимого в рамках «Евровидения», и заняла первое место. В 2009 году в качестве гостя приняла участие в конкурсе «Новая волна».
В рамках концертных туров помимо России также выступала в странах Европы и Азии, в том числе давая концерты в Великобритании, Германии и Северной Корее.

## Биография

### 2000—2003: Ранние годы,ВарвараиБлиже
Алёна Владимировна Тутанова родилась 30 июля 1973 года в Балашихе в семье инженеров. С детства мечтала быть на сцене, а музыкой занималась с пяти лет. В школьные годы певица увлекалась спортом и посещала секцию баскетбола, драматический кружок и ансамбль танца. Окончила музыкальную школу по классу аккордеона. Параллельно училась игре на фортепиано и гитаре. В годы взросления большое влияние на неё оказала музыка Мадонны, Depeche Mode и Стинга.
Будучи ученицей старшей школы и занимаясь в хореографическом кружке в местном дворце культуры в подмосковной Балашихе, Алёна проходила мимо репетиционного зала музыкального бэнда, откуда доносились звуки гитары и клавишных. Заслушавшись вариацией Паганини, она припала к двери, которая внезапно открылась и девушка буквально ввалилась в аудиторию. Музыканты предложили что-нибудь спеть, она исполнила знаменитую арию Summertime, и те пригласили её в их коллектив. Так она стала солисткой музыкального ансамбля, исполнявшего кавер на мировые хиты.

Концертный зал Гнесинской академии, где училась Варвара

По окончании школы собиралась поступать либо в институт лёгкой промышленности, либо в музыкальное училище. Но вместо посещения подготовительных курсов в институте, её время занимали репетиции с музыкальной группой. Благодаря опыту работы в ансамбле, вместе с преподавательницей хора за месяц до поступления в вуз она подготовила программу для поступления в музыкальное учреждение. Пройдя конкурс 12 человек на место, она стала студенткой российской академии музыки имени Гнесиных. Одним из преподавателей курса был режиссёр Матвей Ошеровский. Он неоднократно выгонял артистку за невыученные уроки, а также называл её «верстой коломенской» за высокий рост. В годы юности ориентирами для Варвары в мире музыки были Мэрайя Кери, Шанайя Твейн и Ширли Бесси.
После окончания Гнесинского училища Варвара отправилась в ОАЭ вместе с британским музыкальным коллективом. «Эти годы я вспоминаю как время, полное тоски. И когда мне предложили после контракта в Эмиратах выгодный контракт в США, я не задумываясь отказалась лишь потому, что мне хотелось только одного: вернуться домой, к сыну», — говорила певица.

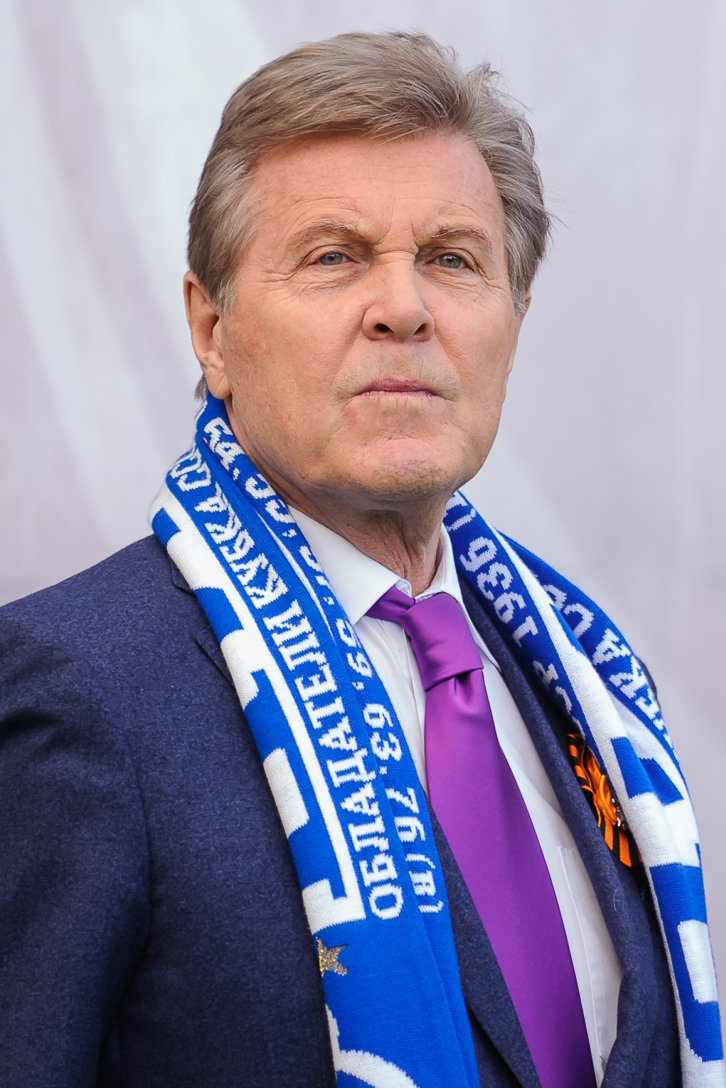
Льва Лещенко Варвара считает своим учителем

С середины 1990-х годов выступала в составе труппы Государственного театра эстрадных представлений. Позже заочно окончила ГИТИС по специальности артист музыкального театра. Начинала карьеру в группе Льва Лещенко, работая бэк-вокалисткой в его коллективе.
После ухода из театра, начала сольную карьеру. Выбор творческого имени был сделан в пользу псевдонима Варвара. Так звали бабушку певицы, так она назвала и свою дочь, которая родилась в 2001 году.
В 2000 году Варвара получила гран-при конкурса «Кинотавр» в спецпроекте «Кинодива». 20 июня 2001 года на лейбле NOX Music вышел дебютный сольный альбом певицы — «Варвара». Работа над материалом с несколькими авторами композиций, в том числе именитым Кимом Брейтбургом, написавшим для Варвары три песни, продолжалась в течение всего 2000 года. Видео на одну из первых песен снял Фёдор Бондарчук. Дмитрий Бебенин («Звуки Ру») посчитал, что певица «предпочитает двигаться в более выигрышном, перспективном направлении, намеченном последними работами Мадонны», в журнале «PLAY» также отметили полное смешение стилей на дебютнике: соул, рэгги, фанк, традиционный поп. Варвара же охарактеризовала стиль дебютника как «евро-поп с альтернативными инструментами». Однако в Intermedia сочли диск неудачным в силу отсутствия шлягерности. Песня «Бабочка» становится самой заметной песней пластинки. Одноимённый трек «Варвара» тем временем добирается до 4-й позиции в хит-параде радиостанции «Европа плюс».]
В 2002 году продолжает работу над следующим альбомом, параллельно гастролируя с музыкантами-мультиинструменталистами Вадимом и Евгением Винкенштерн, которые также принимают участие в записях песен и нескольких музыкальных видео певицы. Музыкальное видео на песню «Од-на» было снято по мотивам рассказа американского писателя Рэя Брэдбери «Всё лето в один день» (англ. All Summer in a Day). «Как-то решила перечитать Рэя Брэдбери и увидела замечательный рассказ „Лето в один день“, — рассказала она. — Сразу поняла, что именно по нему мне надо снять новое видео, потому что он тронул меня до глубины души». Артистка примерила роль главной героини рассказа Марго, а на съёмки видео пригласила поклонников из своего московского фан-клуба. Композиция «Од-на» стала заметным радиохитом Варвары. В 2002-2003 годах она входила в десятку самых проигрываемых на поп-радио в России, и вместе с ней Варвара впервые в своей карьере возглавила музыкальные чарты. 30 ноября Варвара с песней «Од-на» стала дебютанткой телефестиваля «Песне года» в Москве в Кремлёвском дворце. За кулисами на певицу пытались наседать с вопросами агрессивно настроенные журналисты, однако Лев Лещенко, представлявший Варвару, не дал процессу выйти из нормального русла.
В декабре 2002 года певица записала последнюю композицию для следующего альбома, которая и дала окончательное имя альбому — «Ближе». «Этот альбом — переосмысление всего того, что происходило со мной раньше, рефлексия на прошлое. После него я пойду вперёд, и вы должны быть к этому готовы», — говорила Варвара.
В 2003 году Варвара подписала контракт с компанией Ars-Records, которая 3 апреля выпустила второй студийный альбом певицы — «Ближе», записанный в традициях западноевропейского поп-рока. Работа также была отмечена кельтским, нормандским влиянием. Большинство композиций было записано на студии «Братья Гримм», в работе с продюсерами Анатолием Лопатиным и Дмитрием Моссом. Именно этой компании удалось найти адекватные идеям певицы аранжировки и звук, как говорила Варвара. Исключением стала записанная в Швеции зимой 2002 года песня «Это позади», в стиле R&B. Приглашение в Швецию Варвара получила от Норна Бьорна, основателя студии Cosmos, продюсировавшей альбомы группы A-ha, Бритни Спирс и Джессики Симпсон. Однако запись других песен для будущего альбома Варвара решила продолжить в России. «У нас была возможность сравнить. Я её использовала. Идеи студии «Братьев Гримм» оказались мне ближе, а звук, которого они добились, вполне отвечал европейскому уровню», — говорила Варвара. «Альбом депрессивный. Это пластинка о тяжелом периоде моей жизни. Он пронизан воспоминаниями разных событий, которые были связаны с душевными переживаниями и болью», — сказала Варвара о тематике своей пластинки. Сама Варвара сказала, что «второй альбом [ей] действительно ближе, чем первый. Ближе — значит, я уже прошла половину пути в поисках идеального звука, идеального слова и идеального метода общения с публикой. Но чем ближе я подхожу к своему идеалу, тем сложнее». Стилистика альбома была приближена к рок-музыке. «Интеллектуальный альтернативный европоп в духе Мадонны и Garbage», — высказались о музыке Варвары в издании C M. «Что касается продюсирования, это модные традиции западноевропейского поп-рока с альтернативной гитарой, с классными, модными сэмплерными звуками. Я могу обозначить стиль, который у нас получилось создать на этой пластинке, европопом с альтернативными инструментами. Мы много используем этнику, то есть пробуем в одной песне использовать музыку разных культур. Если это нравится зрителям — то я очень рада», — сказала она. Альбом получил большое количество положительных оценок критиков, которые сравнили его с крайними работами Мадонны и песнями T.A.T.u.. Второй альбом Варвары был тепло встречен музыкальными критиками, например, «Газета.ру» назвала диск «одним из самых ярких поп-событий сезона». В этом же году альбом получил «Серебряный диск».
«Я всегда буду против проведения любых аналогий между моим творчеством и тем, что делают поп-исполнители в России. Они существуют в своем поле, искусственно созданном еще двадцать лет назад, и боятся любых вливаний извне. Поп-музыка в России может еще лет двадцать не измениться, если мы не поймаем ту волну, которая сегодня проносится по всему миру. Поп-музыка отдельно взятой страны не интересна, если она не вмещает в себя элементы всех других музык, если она не становится world-pop-music. Лучшую аналогию моей музыке я могу провести сама: Милен Фармер, которую во Франции тоже не могут отнести ни к традиционному року, ни к «попсе», ни, тем более, к шансону. Это то, что касается определений. Но если после этой моей фразы меня начнут сравнивать с Милен Фармер, это будет самая большая глупость сравнивающего», — высказалась сама Варвара в 2003 году о своём собственном музыкальном стиле.
В мае 2003 года артистка начала работу над третьим студийным альбомом. Команда певицы поставила себе задачу сделать шаг в направлении альтернативы и world music и записать классический поп-альбом, но с отсылками к мировой классической музыке и этнической музыке. Первой песней из грядущей пластинки стал сингл «Грёзы», выпущенный 1 ноября 2003 года. Он ознаменовал начало нового, этнического, направления в музыке артистки. Если говорить о музыке, то в этом треке впервые для творчества Варвары основные партии вместе с фортепиано были отданы не классическим барабанам, а живым этническим инструментам. Это были барабаны финно-угорцев и карелов. Песня показала музыкальным критикам, что по опыту работы над вторым альбомом, который раскритиковали за низкое качество текстов, певица начала уделять больше внимания стихам. «Я очень люблю музыку этого трека и безумно поэтичные стихи», — призналась Варвара. Впервые в истории российской поп-музыки Варвара отправляется в Карелию, на остров Валаам, где снимает музыкальное видео. Съёмки проходили в непростых погодных условиях несколько дней под руководством режиссёра Георгия Тоидзе и оператора Влада Опельянца. В российской прессе появился интерес к этому событию, и о «Варварском завоевании Валаама» написали многие газеты и издания. Благодаря музыкальному видео, которое 1 ноября вышло на «MTV Russia», песня постепенно появилась в телевизионных эфирах и стала хитом без широкой поддержки радио — большинство ведущих российских радиостанций бойкотировали трек, объявив его «неформатом». Исключением стало «Радио России» и ряд небольших региональных радиостанций России. В декабре Варвара выступила с песней «Грёзы» на телефестивале «Песня года».

### 2004—2006:Грёзы
В 2004 году Варвара принесла России первое место в конкурсе песни международного клуба фанатов «Евровидения» под названием OGAE. Она стала первой и единственной исполнительницей за всю историю конкурса, которая смогла добиться этого. По результатам голосования 27 европейских стран со 194 баллами победил её сингл «Грёзы». Благодаря этой победе в 2005 году конкурс прошёл в Москве.
В сентябре Варвара вернулась в студию для записи третьего альбома. Первоначально заглавным треком была выбрана Ave Maria вместе с мужским грузинским хором в сопровождении симфонического оркестра. Уникальную запись в Санкт-Петербурге организовала студия «Мелодия». Это была первая в истории запись классического религиозного произведения, сделанная с участием грузинского хора.
7 февраля 2005 года был выпущен сингл «Летала да пела». Слова композиции написал Анатолий Лопатин на основе найденного в архивах текста старинной русской народной песни начала XX века. В ту же неделю на музыкальных телеканалах стартовал одноимённый видеоклип, снятый в Марокко. Сингл «Летала, да пела» добрался до первых мест во многих чартах в России и зарубежных странах. К концу 2005 года песня насчитывала 99.000 проигрываний на радиостанциях России и СНГ, а видеоклип вошёл в годовой список лучших видеоклипов российского MTV. Кроме того, англоязычная версия песни, «Dance With Me», к осени 2005 года была выпущена для радиостанций в Европе: в Бельгии, Сербии, Черногории и на Кипре.
25 февраля 2005 года Варвара выступила с песней «Летала да пела» в финале национального отбора конкурса «Евровидение-2005». Изначально исполнительница была одной из главных фавориток конкурса. В финале, в ходе зрительского голосования, она заняла четвёртое место. Многие российские СМИ восприняли итоги отбора неоднозначно, и множество изданий выразили надежду на участие Варвары в конкурсе в дальнейшие годы.

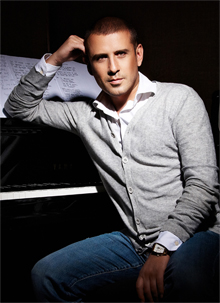
Анатолий Лопатин стал продюсером и автором третьего альбома Варвары «Грёзы»

18 октября состоялся релиз третьего студийного альбома Варвары «Грёзы». Альбом был записан на студии «Братья Гримм» в сотрудничестве с продюсерами Анатолием Лопатиным и Дмитрием Моссом. «Музыка артиста — почти всегда сгусток его настроения. Мы показываем публике свой внутренний мир, рассказываем о своей жизни песней. Новый альбом “Грезы” — это музыка моих снов, мечтаний и приятных реальных событий», — сказала Варвара об альбоме. В прессе обозначили музыкальный стиль третьего альбома как интеллектуальный альтернативный европоп, Варвара согласилась с критиками: «Пусть так оно и будет. <…> Мне нравится удивлять, в то время как отечественная попса эксплуатирует рафинированные европейские аранжировки. Я стараюсь соединять современное звучание и народные мотивы», «мы много используем этнику, то есть пробуем в одной песне использовать музыку разных культур». Необычность музыки для избранного ею в альбоме поп-жанра, обращение к таким классическим вещам, как Ave Maria она пояснила задачей «выдвинуть всю российскую поп-культуру на новый, мировой уровень», пытаясь уйти от посредственных песен и аранжировок. И в саунде действительно появились живые этнические инструменты: варган, бубен, ситара, шаманские барабаны. В записи приняли участие ансамбли «Чукотка», «Оберег» и группа «Ситара». Альбом имел крепкий коммерческий успех и разошёлся тиражом в несколько десятков тысяч копий. «Newsmusic» поставил альбом на 18 место среди лучших отечественных пластинок в России в 2005 году. Большинство синглов из альбома попали в десятку российского радиочарта. Видео на песню «Таял снег», снятое в Переделкино, занимало первые строчки в чарте российского MTV. В 2005 году Варвара вошла в чарт самых проигрываемых исполнителей на радиостанциях России, став в общем зачёте 47-й. В поддержку выпущенного альбома Варвара отправилась в тур по России и Ближнего зарубежья. В октябре Варвара выиграла поездку в Данию на празднование 50-летия «Евровидения» и по приглашению клуба OGAE Russia посетила ряд праздничных мероприятий в Копенгагене, в том числе сольный концерт. В январе 2006 года с альбома «Грёзы» выходит сингл «Отпусти меня, река». В съёмках видео принял участие ансамбль «Чукотка». Песня становится радиохитом и добирается до пятнадцатого места российского радиочарта, шестого — в чарте Хит-FM, а в общем годовом занимает 45 строчку. К концу 2006 года она прозвучала в эфирах около 200,000 раз. С англоязычной версией трека под названием «We’ll Be There» Варвара участвует а отборочном туре конкурса песни «Евровидение-2006», но в закрытом голосовании жюри уступает Диме Билану. Благодаря участию в конкурсах клуба еврофанатов OGAE, Варвара получает несколько фанатских клубов в европейских странах и начинает активно гастролировать с концертами по клубам в Южной, Восточной и Центральной Европе.
Весной 2006 года Варвара начинает сотрудничество с новой звукозаписывающей компанией, Первое музыкальное издательство, с которой планирует записывать новый альбом. Также в марте 2006 года Варвара начинает работу над следующим альбомом. Первый сингл «Красивая жизнь» был выпущен на центральных радиостанциях России 8 июня 2006 года. Композиция стала самым успешным хитом из альбома «Легенды осени», отметившись в верхней двадцатке чартов в России, Германии и верхней десятки в Эстонии. К концу 2006 года количество проигрываний трека на радио перевалило за 100,000. Благодаря радиоэфирам музыкального материала на радио по итогам 2006 года исполнительница появилась в топ-30 самых проигрываемых исполнителей в России и СНГ. Тогда же Варвара работает вместе с Русланой над совместным дуэтом «Два пути». Премьера песни состоялась в сентябре в эфире Первого канала на открытии Всероссийского конкурса-фестиваля «Пять звёзд». «Я рада, что мы вместе записали песню, потому что для нас обеих, как мне кажется, это не просто песня, это своего рода мессидж, наше совместное музыкальное послание, наше творческое заявление для наших стран и наших людей», — сообщила о дуэте Варвара.

### 2007—2011:Выше любви
В 2007 года начинается концертный тур «Грёзы» в поддержку одноимённого альбома, вышедшего ранее. В рамках тура певица посетила порядка 200 городов России, а также Англию, Прибалтику, Грецию, Сербию и Азию. В январе 2008 года она дала концерт на Трафальгарской площади в Лондоне, в рамках Russian Winter Fest.
Альбом под названием «Выше любви» в форме сборника лучших лирических песен вышел 18 ноября 2008 года. Варвара посвятила его матерям. «Я очень много размышляла над тем, что может быть выше любви мужчины и женщины? И пришла к выводу, что отношения матери и ребенка. Это — отношение матери к своему ребенку. Не материнская любовь или материнский инстинкт, нет. А нечто большее, высшее, чем любовь. Ведь материнство — величайшая жертвенность. Думаю, многие женщины со мной согласятся. Я сама мать, поэтому эта тема мне близка и понятна», — объяснила Варвара. По итогам года Варвара стала 45-й в списке самых популярных исполнителей страны по версии издания «7 дней». Для выпуска песни «Memory» на диске менеджмент певицы связался с британским композитором Эндрю Ллойдом Уэббером в Великобритании и получил необходимое разрешение. Позже Ллойд Уэббер отправил Варваре письмо, в котором выразил восхищение версией Варвары. Композитор отметил, что слышал несколько интерпретаций его мелодий в исполнении артистов из России, но исполнение Варвары ему понравилось особенно. В марте 2009 года Варвара выступила в Лондоне в рамках концертного тура «Грёзы» в рамках Фестиваля русской культуры в парке Поттерс Филдс.

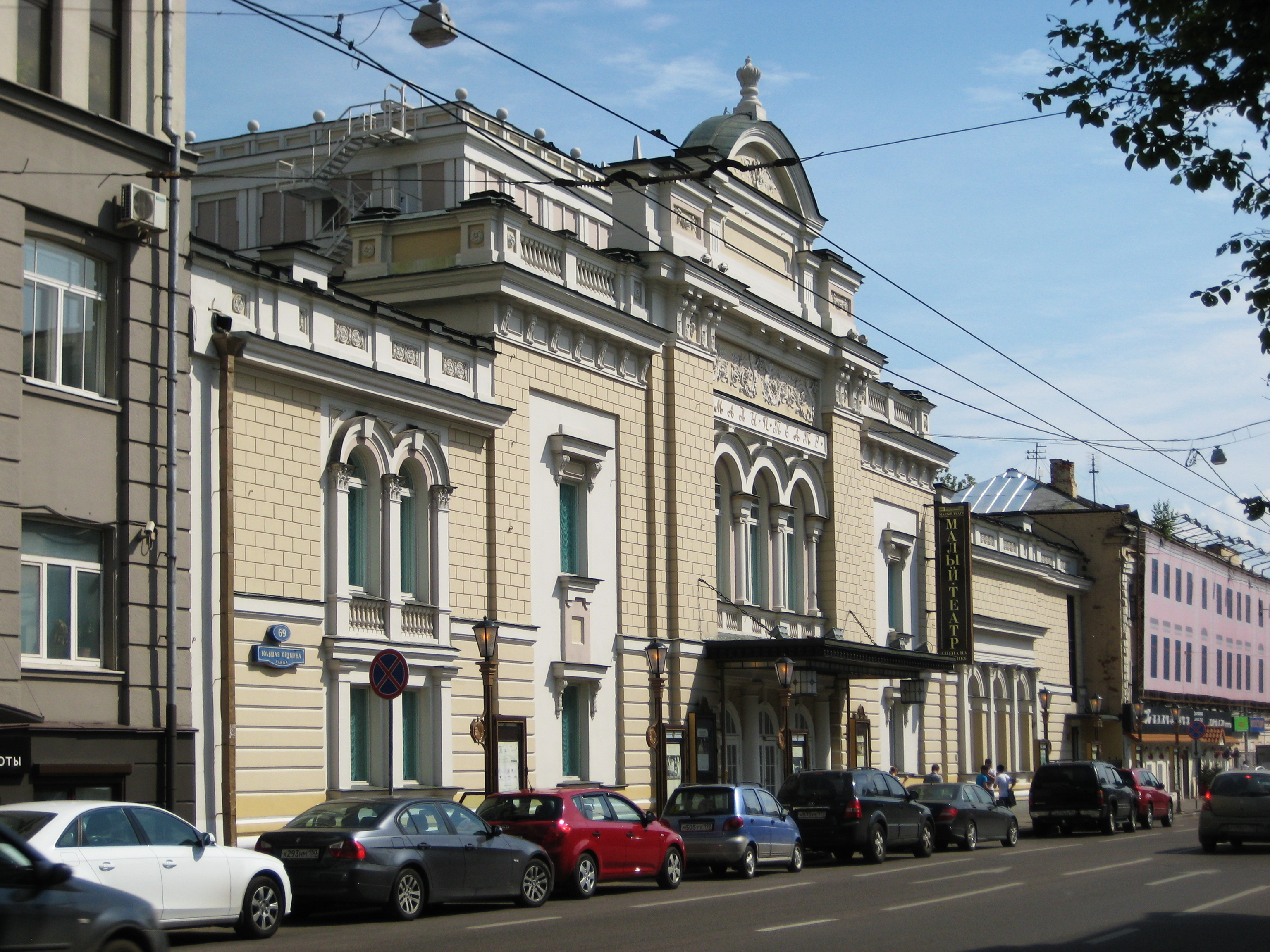
В Малом театре прошла премьера I музыкального спектакля артистки «Истоки», с которым она поехала в тур по России и Европе на 4 года

16 августа 2010 года указом Президента РФ Д. А. Медведева исполнительнице присвоили звание заслуженного артиста России. В декабре певица дебютировала с арией Сильвы в постановке «Летучая мышь» в театре «Геликон-опера» в Москве под руководством Дмитрия Бертмана.
Параллельно Варвара начала подготовку к новому туру. Было решено начать с концерта в Москве, сделав его музыкально более этническим, где этника в привычном смысле слова переплетётся с музыкой старой Европы, исполненной Варварой на старых языках: старом армянском, иврите, гэльском, старом шведском, испанском, фарси. Музыкальный спектакль певицы получил название «Истоки». 2 марта 2011 года состоялась премьера спектакля «Истоки» на сцене Малого Академического театра. Предпремьерный показ шоу прошёл в ноябре 2010 года в Пскове. Автором идеи создания шоу стал муж певицы Михаил Сусов. Специальными гостями шоу стали оркестр волынщиков Москвы и ансамбль «Чукотка». В 2012 году шоу было издано на DVD и Blu-Ray. С 2011 года Варвара начала одноимённый тур. В его рамках было представлено порядка 60 концертов в России и нескольких городах Европы и Азии, в том числе на открытых площадках: Берлине, Бенидорме, Пхеньяне и др. Азиатская ветка тура (Северная Корея) прошла весной 2011, европейская — в 2013—2014 (Германия, Испания, Чехия, Белоруссия). Так как этот тур был посвящён русской этнике и мировым фольклорным традициям, певица решила проводить встречи с малочисленными народностями России после концертов. Музыканты Варвары, братья Винкенштерн, выступали на каждом шоу с блоком из своих сольных песен. Во время своего концертного тура Варвара исполняла кавер-версию песни «Конь» российской рок-группы «Любэ». В июне 2011 года Варвара привезла спектакль в село Михайловское, на малую родину русского писателя А. С. Пушкина, и выступила с ним на 45-м Всероссийском Пушкинском празднике поэзии. Там же она подробно рассказала журналистам об идее своего концертного тура «Истоки»: «Песни исполняются не только на русском языке, но и на арабском, иврите, древнем шведском и других. Идёт такая этническая нить, но я не могу сказать, что это однозначно русский фольклор. Это симбиоз древних этнических направлений». В июле на фестивале «Славянский базар» в Белоруссии исполнительница отмечена наградой за вклад в культуру и творческое воплощение идей дружбы народов Белоруссии и России специальным дипломом Союзного государства.

### 2012—2014:Легенды осени

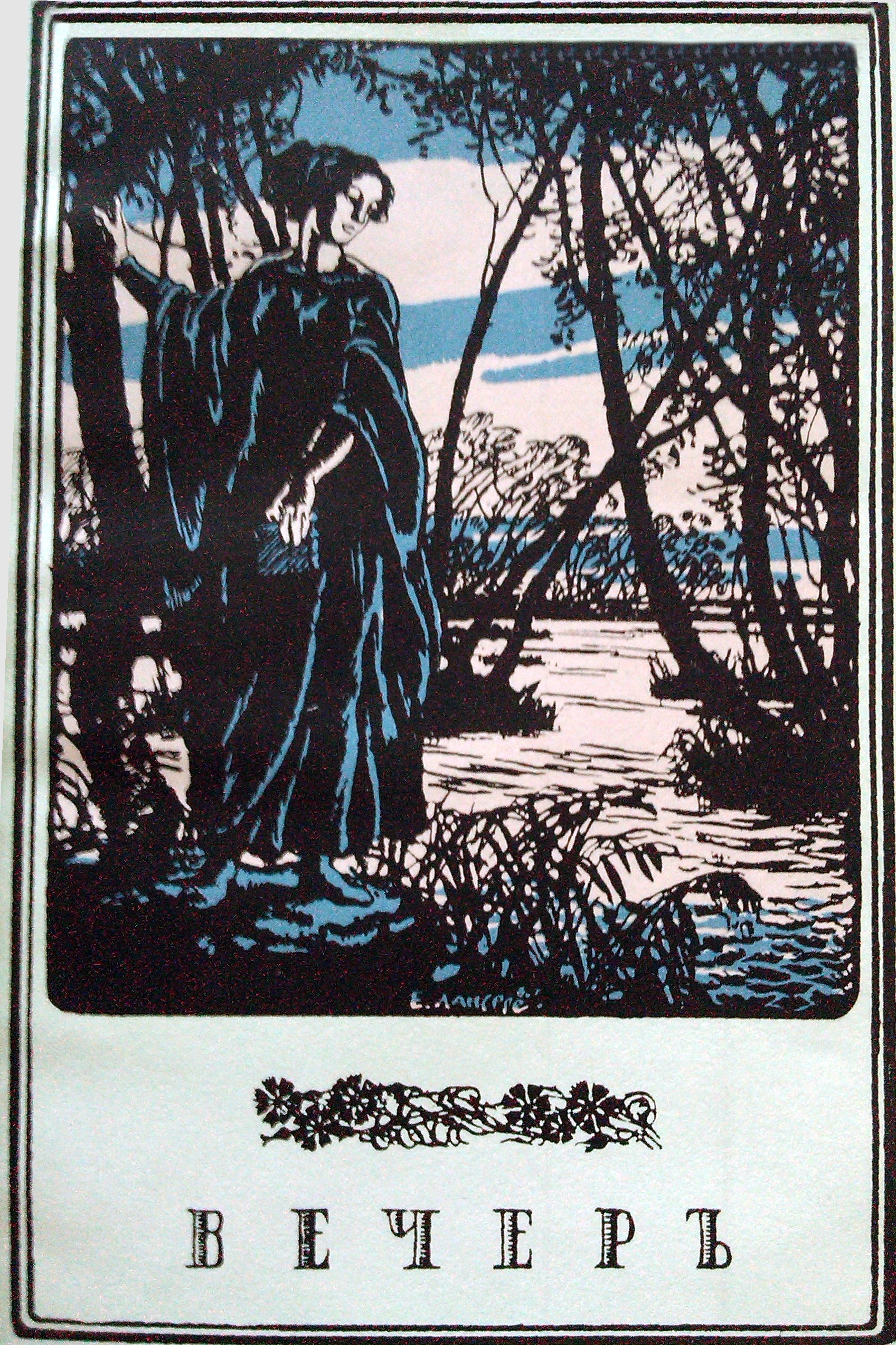
Стихотворение «Над водой» к песне Варвары «Дудочка» вошло в первый сборник стихов Анны Ахматовой «Вечер», 1912. Иллюстрация Евгения Лансере

Весной 2012 года российский музыкант Вячеслав Малежик подарил Варваре песню «Дудочка» на стихи Анны Ахматовой. Артистка записала её и решила, что снимет новое музыкальное видео именно на эту композицию: «Я очень дорожу именно этой музыкальной работой. Мне было интересно и очень волнующе прикоснуться к таинству поэзии великой женщины. Она очень чувственна и лирична. Я очень хотела передать в этой песне всю трогательность той истории, которую рассказала нам Анна Андреевна, подчеркнуть все переживания героини». 2 мая премьера сингла прошла на Русском радио. Позже песня не вышла на центральных радиостанциях, позже Варвара в интервью КП объяснила, что для радиостанций «она непонятна была по тексту, текст прошлого столетия, он немножко не сегодняшний. Эта песня очень красивая, и она идёт в моём концерте». В сентябре на музыкальные каналы вышел одноимённый клип, снятый режиссёром Александром Филатовичем в Киеве. На портале YouTube видео набрало свыше 1,000,000 просмотров. В ноябре Варвара записала дуэт с Бурановскими бабушками «А не пойду замуж я».
Летом 2013 года в Москве прошли съёмки телевизионного музыкального проекта Первого канала «Универсальный артист», в котором наряду с Ларисой Долиной, Сергеем Галаниным, Теоной Дольниковой, Сергеем Лазаревым, приняла участие и Варвара. Наиболее заметным номером артистки на проекте стал кавер на песню «Ice Ice Baby» американского музыканта  Vanilla Ice, где Варвара зачитала рэп. По итогам проекта артистка заняла шестое место.
В октябре Варвара выступила с 11 концертами на острове Сахалин и Дальнем Востоке в рамках своего тура «Истоки». Во время дальневосточной ветки тура она встретилась с несколькими малочисленными народностями острова, такими как, например, нивхи, которые исполнили ей свои песни. 30 октября Варвара анонсировала релиз нового лонгплея, который она будет выпускать уже с новым лейблом, Первое музыкальное издательство (именно на этой компании в 2006-м был подписан первый сингл с альбома, «Красивая жизнь», поэтому логично было продолжить сотрудничество).

Обложка пятого альбома певицы «Легенды осени»

9 декабря 2013 года Варвара выпустила пятый студийный альбом — «Легенды осени». В него вошли 12 композиций, среди которых как уже ранее представленные песни, так и три новых трека. По словам создателей, все без исключения песни пластинки объединены общей темой — темой любви. По сравнению с предыдущими альбомами певицы в саунде её нового номерного диска усилили этнические инструменты. В песнях записаны звуки современных и старинных русских, европейских, а также азиатских инструментов: лютней, волынок, варгана, дудука, и старинных струнных: лиры, домры, гуслей и мощных ударных. Сюда же вошёл сингл «Дудочка», записанный на стихи русской поэтессы Анны Ахматовой. Артистка описывает музыку пятого альбома как современную поп-музыку со смешением национальных мотивов народов стран Европы и Северной Америки. Стиль певицы остался узнаваем, несмотря на музыкальные эксперименты со славянским и кельтским фолком, музыкой кантри и кубинской традиционной музыкой. Большая часть музыкального материала была записана на студии Lopatin Sound Lab (бывш. «Братья Гримм») в сотрудничестве с российскими продюсерами Анатолием Лопатиным и Артёмом Орловым. В рамках промо-кампании пластинки Варвара выступала с песнями из пластинки на различных телешоу на центральных каналах России и передачах на радиостанциях. Помимо этого, в день выхода альбома был дан один концерт в Белоруссии. «Каждая песня в этом альбоме, наверное, как одна прожитая судьба», — сказала исполнительница. Рита Скитер из Intermedia дала ему смешанную оценку, отметив в саунде «слабые намёки на кельтские ритмы». По её мнению, этого недостаточно для исполнительницы, представляющей на эстраде фолк и неоправданно выпускающей поп-альбом. В издании Варвару призвали определиться, в каком конкретно музыкальном направлении она будет работать дальше. В мае 2014 года, в интервью Великой Эпохе исполнительница поделилась, что в музыкальном плане альбом ушёл от стандартного звучания и получился более русским, нежели европейским, и что, на её взгляд, «музыка, которая вошла в этот альбом, показывает многогранное состояние души русского народа, его образ мыслей, глубокую историческую самобытность». Помимо основных авторов Лопатина и Орлова, над альбомом также работали Александр Шоуа, Алексей Малахов и Вячеслав Малежик. Вдохновением для некоторых песен служили поэтические произведения Анны Ахматовой и Марины Цветаевой. Отсылки к их творчеству были подчёркнуты в текстах песен и визуально. «Культура» в 2018 году назвала «Легенды осени» лучшим из альбомов Варвары.
В январе 2014 года Варвара и её муж Михаил Сусов стали факелоносцами Эстафеты олимпийского огня в городе Курске. 28 февраля на сцене Московского концертного зала «Меридиан» Варвара продемонстрировала версию 2.0 шоу-спектакля «Истоки». Концерт собрал свыше 1,200 зрителей. Программа включила в себя главные хиты Варвары, народные песни на разных языках, лучшие номера из шоу «Универсальный артист» и каверы на мировых исполнителей. Впервые в своей карьере Варвара выступила на сцене с гитарой, исполнив кавер на песню «Wake Me Up» шведского диджея Авичи. Часть программы была посвящена презентации альбома «Легенды осени». В качестве специальных гостей в выступлении приняли участие американский композитор и певец Майкл Найт из США и оркестра волынщиков Москвы. Касаемо работы над фолк-альбомом, которая шла параллельно, в мае 2014 года в интервью Радио Маяк исполнительница сообщила, что его запись находится в самом зените. Тогда же, 14 мая, проходит релиз первого сингла с фолк-альбома — «Сказание о Варваре». 8 июня Варвара выступила с туром «Истоки», в рамках VIII Германо-Российском фестивале, который проходил в Берлине. Европейская пресса, освещавшая мероприятие, назвала певицу «принцессой русского этно-фолка». В середине июня на канале «Россия-1» вышел сериал «Чужая жизнь» (режиссёр Андрес Пуустусмма). Официальным саундтреком к нему стала композиция Варвары «Два пути». 28 июля на радиостанциях вышел первый сингл из следующего после пластинки «Легенды осени» поп-альбома  — «Весь мир за нас». Сингл имел успех в России и странах Прибалтики, добравшись до верхних строчек в национальных чартах Литвы и Эстонии, а также в других странах.

### 2015—2017:Лён
В марте совместно с дизайнером Еленой Шипиловой в Гостином дворе в Москве они подготовили и представили модную коллекцию «Возвращение к истокам».
25 сентября выходит шестой студийный альбом Варвары «Лён». В него вошли фольклорные композиции народов России, среди которых как общеизвестные песни, так и старинные композиции селений и деревень, найденные в ходе этнографических экспедиций. Несколько песен, вошедших в альбом, датируются началом XX, XXI и даже XVIII вв. и были собраны в ходе этнографических экспедиций, которые коллектив певицы устраивал с 2008 года. Композиции альбома «Лён» отражают историю, культуру и народное творчество многих этносов России. При записи альбома использовались старинные и редкие музыкальные инструменты: тульский рожок, древнерусская колюка, шотландская волынка, перуанский кахон, словацкая гайда, армянский дудук, алтайский варган, дудки, флейты, скрипка, виолончель. Чуть ранее она начинает гастрольный тур в поддержку шестого альбома — «Там, где любовь». В рамках тура в течение практически четырёх лет прошло свыше 55 концертов в России. В рамках программы исполнялись русские народные песни и основные хиты Варвары. Как пояснила Варвара, по сравнению с предыдущими, эта программа стала более «русская», «интерес к русской культуре, русской песне повысился, и на концертах люди больше хотят слышать именно эти композиции». Также Варвара получила номинацию «Лучший фолк-исполнитель» на Российской национальной музыкальной премии, но уступила Пелагее.

### 2018—настоящее время:Золотой лён
В июне 2018 года Варвара объявила, что работает над вторым музыкальным спектаклем, который получил название «Лён». Премьера прошла 24 октября 2018 года в театре «Геликон-опера» в Москве. Впервые в своей карьере Варвара включила в концерт классические произведения русских композиторов: Александра Бородина и Николая Римского-Корсакова. «Конечно, эта Варвара отличается от Варвары в других концертных программах. Что касается музыки – это, в первую очередь, арии. Впервые я спою их именно в концертной программе, и для многих это станет откровением, неожиданностью. В то же время эта Варвара — ведунья, знахарка, человек, который безумно любит лес и русскую природу. Эта Варвара целиком и полностью житель леса и находится в гармонии с собой и всем окружающим. Она умиротворена, она спокойна. И мне очень хочется передать людям умиротворение, душевную свободу, любовь к природе, к этой невероятной красоте. Передать всю мощь и мудрость русских песен и музыки. Хочется дойти до самого сердца и каждому отдать частичку себя», — сказала исполнительница об идее спектакля. октябре 2018 года Варвара начала концертный тур, концептуально основанный на прошедшей программе «Лён». Первоначально планировалось сделать тур межевропейским и выехать к зрителям в Северной Европе и других странах Восточной Европы, но в силу обстоятельств концерты состоялись только в России и Белоруссии. По состоянию на май 2023 года, Варвара дала свыше 60 концертов в рамках тура. В ноябре 2019 года вышел следующий фольклорный альбом Варвары, «Золотой лён». Сингл «Улетай на крыльях ветра», который является кавером на одноимённую композицию из оперы «Князь Игорь» Александра Бородина, стал самой заметной композицией с пластинки. Параллельно Варвара работает над следующим поп-альбомом. Ведущей работой с будущей пластинки стал сингл «Разольется река», который вошёл в десятку самых проигрываемых песен на радио России. Материал к этому альбому записывался с 2014 года. Также в 2018 году Варвара начала работу с новой звукозаписывающей компанией, подписав контракт с российским отделением The Orchard Music.
В июле 2023 года певица приняла участие в музыкальном фестивале «Белые Ночи Санкт-Петербурга».

## Семья
Муж — бизнесмен Михаил Валерьевич Сусов.
У пары четверо детей: Ярослав (род. 1991) (сын Варвары от первого брака), Василий, Сергей (сыновья Михаила от первого брака) и совместная дочь Варвара, вместе с которой певица исполнила песню «Лев и брадобрей» из к/ф «Мэри Поппинс, до свиданья» на сцене Кремлёвского дворца.

## Туры
- Ближе (2003)
- Варвара (2005—2006)
- Грёзы (2007—2010)
- Истоки (2011—2014)
- Там, где любовь (2015—2018)
- Птица певчая (2018—…)

## Дискография
- Варвара (2001)
- Ближе (2003)
- Грёзы (2005)
- Выше любви (2008)
- Легенды осени (2013)
- Лён (2015)
- Золотой лён (2019)
- Безнадёга дуэт с Александром Добронравовым (2022)

## Награды
- 2002 — Премия «Песня года» (сингл «Од-на»)
- 2003 — Премия «Серебряный диск» (альбом «Ближе»)
- 2003 — Премия «Песня года» (сингл «Грёзы»)
- 2004 — Первое место в конкурсе песни международного клуба «OGAE» (сингл «Грёзы»)
- 2004 — Премия «Песня года» (сингл «Летала, да пела»)
- 2010 — Заслуженная артистка Российской Федерации (16 июля 2010 года) — за заслуги в области искусства[11][68]
- 2011 — Награда за творческое воплощение идей дружбы народов Белоруссии и России (Специальный диплом Постоянного комитета Союзного Государства)
- 2014 — «За заслуги в культуре и искусстве» (Награда Министерства обороны Российской Федерации)

## Видеоклипы
| Год  | Клип                 | Музыка                     | Слова        | Альбом          | Режиссёр           |
| ---- | -------------------- | -------------------------- | ------------ | --------------- | ------------------ |
| 2000 | Бабочка              | А. Шкуратов                | А. Шкуратов  | Варвара         | Д. Махаматдинов    |
| 2000 | Лети на свет         | К. Брейтбург, М. Брейтбург | Э. Мельник   | Варвара         | Ф. Бондарчук       |
| 2000 | На грани             | К. Борис                   | Э. Мельник   | Варвара         | С. Кальварский     |
| 2001 | Сердце, не плачь     | В. Молчанов                | В. Саповский | Ближе           | Г. Орлов           |
| 2002 | Од-на                | О. Дронов                  | А. А’Ким     | Ближе           | Д. Захаров         |
| 2003 | Ближе                | В. Молчанов                | И. Мельник   | Ближе           | Г. Тоидзе          |
| 2003 | Грёзы                | А. Орлов                   | А. Байдо     | Грёзы           | Г. Тоидзе          |
| 2004 | Таял снег            | Б. Горбачев                | Б. Горбачев  | Грёзы           | М. Рожков          |
| 2005 | Летала, да пела      | В. Молчанов                | А. А’Ким     | Грёзы           | А. Тишкин          |
| 2006 | Отпусти меня, река   | А. Орлов                   | А. А’Ким     | Грёзы           | Варвара, Г. Тоидзе |
| 2012 | Дудочка              | В. Малежик                 | А. Ахматова  | Легенды осени   | А. Филатович       |
| 2015 | Кто ищет, тот найдёт | А. Малахов                 | А. Малахов   | Легенды осени   | А. Сюткин          |
| 2017 | Ах, душа             | Г. Титов                   | Г. Титов     | Разольётся река | А. Игудин          |
| 2019 | Разольётся река      | И. Логинов, Н. Павлова     | Т. Рогозина  | Разольётся река | А. Дорин           |
| 2023 | Нужен мне            | А. Груздев                 | О. Васенина  | Разольётся река | В. Дресвянина      |